# Pat McCormick
Pour les articles homonymes, voir McCormick.
Pat McCormick (né Arley D. McCormick le 30 juin 1927 à Rocky River dans l'Ohio aux États-Unis et décédé le 29 juillet 2005 à Woodland Hills en Californie), est un acteur, scénariste et producteur américain.

## Filmographie partielle
Comme acteur
- 1976 : Buffalo Bill et les Indiens de Robert Altman

- 1977 : Cours après moi shérif de Hal Needham
- 1978 : Un mariage de Robert Altman
- 1980 : Tu fais pas le poids, shérif ! de Hal Needham
- 1981 : La Folle Histoire du monde de Mel Brooks
- 1983 : Smokey and the Bandit Part 3 de Dick Lowry